# Raul Arnemann
Raul Arnemann (ur. 23 stycznia 1953 w Parnawie) – estoński wioślarz reprezentujący ZSRR, brązowy medalista olimpijski i trzykrotny medalista mistrzostw świata.

## Kariera
Wystąpił na igrzyskach olimpijskich w Montrealu w 1976, osada ZSRR w składzie: Raul Arnemann, Nikołaj Kuzniecow, Walerij Dolinin i Anuszawan Gasan-Dżałałow zdobyła brązowy medal w czwórkach bez sternika. W finale uplasowali się o 5,10 sekundy za osadą NRD i o 1,30 sekundy za Norwegami. Był to jego jedyny start olimpijski.
W tej samej konkurencji zdobył także srebrne medale na mistrzostwach świata w Lucernie (1974) i mistrzostwach świata w Nottingham (1975). Ponadto wywalczył też srebrny medal w ósemkach na mistrzostwach świata w Amsterdamie (1977). 
W 1971 zdobył srebrny w dwójce bez sternika na mistrzostwach świata juniorów w Bledzie. Jako reprezentant klubu CSKA Moskwa był w trakcie kariery sportowej żołnierzem Sił Zbrojnych Związku Socjalistycznych Republik Radzieckich. Następnie pracował jako leśnik.